# 扬·斯瓦特克莱斯
扬·斯瓦特克莱斯（荷蘭語：Jan Zwartkruis，1926年2月18日—2013年3月7日），荷兰国家足球队教练。
斯瓦特克莱斯于1976年至1977年和1978年至1981年两度任荷兰国家足球队教练，共率队打28场比赛，1980年曾率队进入欧洲足球锦标赛，未小组出线。斯瓦特克莱斯在1980年代也曾短时间担任特立尼达和多巴哥国家足球队教练。
2013年3月7日逝世。